# 阿戈西鯡
阿戈西鯡為輻鰭魚綱鲱形目鲱科的其中一種，分布歐洲及地中海的淡水、半鹹水水域，包括土耳其、義大利、阿爾巴尼亞、克羅埃西亞、塞爾維亞、斯洛維尼亞、瑞士，體長可達39公分，棲息在湖泊、沿海、溪流，屬肉食性，以橈腳類、枝角類、小魚等為食。

## 擴展閱讀
維基物種上的相關：阿戈西鯡